# Gilda Live
Pour plus de détails, voir Fiche technique et Distribution.
Gilda Live est un film américain réalisé en 1980 par Mike Nichols et produit par Lorne Michaels. il suit le one-man show de l'actrice Gilda Radner Radner, Michael, et tous les auteurs impliqués dans la création de ce film sont d'anciennes figures du Saturday Night Live.

## Résumé
Gilda Live est une version filmé du one-man show comique de Gilda Radner, enregistré à Broadway, avec les membres les plus importants du groupe du Saturday Night Live.

## Sortie VHS et DVD
Gilda Live est sortie en VHS remastérisé en 2000, et en DVD en 2009.